# Carpococcyx
Carpococcyx és un gènere d'ocells de la família dels cucúlids (Cuculidae). Estan restringits a les regions boscoses humides del sud-est asiàtic (Sumatra, Borneo, Tailàndia, Laos, Cambodia i Vietnam). Malgrat les similituds, no estan estretament relacionats amb els cucuts formiguers sud-americans del gènere Neomorphus.

## Descripció
Són ocells esquius, difícil de veure'ls i més fàcils de sentir-los. Són bonics, semblants als faisans amb tons iridescents, cua llarga, cap negre o fosc i pell nua al voltant de l'ull.

## Alimentació
S'alimenten principalment d'insectes, inclosos escarabats i formigues gegants, petits rèptils, mamífers i també fruita. Es desplacen per terra, on corre i salta; de vegades seguint eixams de formigues legionàries.

## Taxonomia
Segons la Classificació del Congrés Ornitològic Internacional (versió 14.2, 2024) aquest gènere està format per tres espècies:
- cucut terrestre de Borneo (Carpococcyx radiceus).
- cucut terrestre d'Indoxina (Carpococcyx renauldi).
- cucut terrestre de Sumatra (Carpococcyx viridis).